# D.L. Clément
Daniel Louis Clément (15. juni 1820 i Aalborg - 15. april 1877 i København) var en dansk bogbinder.

## Baggrund
Clément tilhørte en fransk-reformert familie, der 1685 forlod Piemonte og tog bopæl i Hessen. Hans far, der hed ligesom sønnen (1787-1843), var handskemager og blev 1815 kaldt hertil af handskefabrikant Mattat i Randers, hvorfra han senere flyttede til Aalborg; moderen var Marie Elisabeth født Busse (1791-1850).

## Karriere
Da faren flyttede til København, kom Clément i bogbinderlære hos bogbinder M. Friis og etablerede sig allerede som mester 1844. Fra 1855 til sin død
var han oldermand for Kjøbenhavns Bogbinderlav, og 1856 blev han universitetsbogbinder.
Clément var den første, der her indførte brugen af maskiner i bogbinderhåndværket, og interesserede sig i det hele levende for sit fags udvikling. Ved en række forskellige lejligheder leverede han smukke prøver på, hvad han som bogbinder kunne præstere, og særlig skal da fremhæves de bind, han leverede til den bogsamling, som var en af brudegaverne til Prinsesse Alexandra i 1863.
Fra 1856 beklædte han posten som næstformand for Haandværkerforeningen i Kjøbenhavn
og virkede i bestyrelsen for dennes industrilotteri og for dens stiftelse Alderstrøst, ligesom han fra 1859 til 1876 var formand for Det tekniske Selskab, der forestod Det tekniske Institut, fra 1978 Københavns Tekniske Skole.
Fra 1866 var han medlem af bestyrelsen for Stiftelsen for trængende Haandværkere og deres Enker. Efter sin faders død arvede han bestillingen som graver ved den herværende fransk-reformerte menighed og viste
stor interesse for denne stilling. 1870 udgav han Notice sur l'église reformée française de Copenhague og samme år modtog han Fortjenstmedaljen i guld.
Clément blev gift 15. juni 1854 i Reformert Kirke med Sara Elise Petrine Nilsson (18. november 1811 i København - 6. november 1911 sammesteds), datter af urmager Jonas Nilsson fra Sverige (1784-1838) og Marguerite Hermann fra Frankrig (1780-1841).
Han er begravet på Assistens Kirkegård.
 Da han var barnløs, blev forretningen overtaget af Immanuel Petersen. Han var farbror til Adolphe Clément.

## Gengivelser
Clément er gengivet i en buste af Vilhelm Bissen 1874 (Alderstrøst, Haandværkerforeningen og på gravstenen). Fotografi af E. Lange ca. 1862 (Det Kongelige Bibliotek) og xylografi af Georg Pauli 1877.